# Wei Wei (cantante)
Wei Wei (en chino tradicional, 韋唯; en chino simplificado, 韦唯; pinyin, Wéi Wéi; 28 de septiembre de 1963, Hohhot, Mongolia Interior) es una actriz y cantante del género musical chino Mandapop. Nació en Hohhot,  Mongolia Interior y se crio Liuzhou, Guangxi. Es una de las cantantes más importantes y conocidas de Asia y tiene el privilegio de ser la artista china que más discos ha vendido en todo el mundo, en total ha vendido más de 200 millones de discos.
Su gran éxito llegó en 1986, cuando ganó el Concurso Nacional de Jóvenes Cantantes de la televisión china gracias a la cual al siguiente año, fue como representante de China a un concurso de pop internacional por primera vez: el 24.º Festival Internacional de la Canción de Sopot en Polonia. Ganó el concurso, y el "Miss Foto de categoría". Años más tarde, cantó un dueto con el cantante español Julio Iglesias en los Juegos Asiáticos Orientales de 1993 en Shanghái .
En 2006, Wei Wei celebró sus 20 años en el escenario. El aniversario se destacó por la producción de nuevas grabaciones de sus 20 grandes éxitos. Se grabó un disco en Estocolmo , Londres y Los Ángeles .
Actualmente vive en Suecia, donde planea de servirse de la influencia mundial creciente de la cultura popular china para lanzar su carrera en Europa y en Estados Unidos.

## Biografía

### Primeros años
Wei Wei nació en Hohhot , Mongolia Interior . Su padre trabajaba en el ministerio de ferrocarriles de China. Durante su infancia, aprendió a tocar diferentes instrumentos, a bailar ballet clásico y a la edad de cuatro años ya realizaba pequeñas actuaciones. A la edad de siete años, Wei Wei y su familia se trasladaron a Liuzhou , en Guangxi y con 14 años Wei Wei se trasladó a Beijing por sí misma y comenzó a trabajar en , la canción Cultural de Beijing y el Grupo de Danza una escuela donde los jóvenes aprendían a bailar, cantar, tocando instrumentos,  realizando coreografías y escenografías etc. Viajó por todo el país, realizando varias actuaciones por día.
En 1986 Wei Wei participó en un programa musical de cantantes de la CCTV, el cual, ganó. En 1987 representó a China en El 24.º Festival Internacional de la Canción de Sopot en Polonia el cual ganó, lo que hizo que a partir de ese momento Wei Wei tuviera una gran popularidad.En 2006, Wei Wei celebró sus 20 años en el escenario. El aniversario se destacó por la producción de nuevas grabaciones de sus 20 grandes éxitos. Se grabó un disco en Estocolmo , Londres y Los Ángeles

## Filantropía
En 1998 , el Wei Wei asistió a la carrera benéfica en el Gran Palacio para recaudar fondos para los afectados por las inundaciones del río Yangtze, también Wei Wei actuó en el concierto para recaudar fondos por el tsunami sucedido en países como Sri Lanka.

## Vida personal
En 1994, se casó con el compositor estadounidense Michael Joseph Smith. Tuvieron tres hijos, Symington, Remington, y Vinson. Diez años después de casarse, la pareja se divorciaría en 2004.

## Discografía
- 1986:The album
- 1987:Bright eyes
- 1990:I love my motherland
- 1994:The Twilight
- 1998:Wei Wei
- 1999:Wei Wei's devotion
- 2001:Dedication of love
- 2005:Myths of China
- 2006:Yang-Chin
- 2008:20x20

## Lista de Sencillos
Canciones en mandarín (nombres traducidos al inglés) de tres de sus últimas grabaciones
- Dedication of love
- Asian wind
- The red flower
- Tears of a lover
- Love song to the moon
- Understanding
- Looking at you
- You are the one
- Woman like a bird
- True feelings
- A soft world
- The same homeland
- Today is your birthday
- The lolo song
- True love
- Searching for love
- Telling to the spring
- The same song
- Welcome to Beijing
- This wonderful world
- Common holiday
- Good luck to you
- Sparkling sky
- Love for Chishui
- Green snares of love
- Look up at the sparkling sky
- Thanks
- I believe in China

Canciones en Inglés
- All there is / Multiplay
- Where we are /Multiplay
- Love Changes Everything / Andrew Lloyd Webber
- If you believe / Peter Jöback/Anders Bagge